# Ujung Karang (Karang Tinggi)
Ujung Karang is een bestuurslaag in het regentschap Bengkulu Tengah van de provincie Bengkulu, Indonesië. Ujung Karang telt 738 inwoners (volkstelling 2010).